# Seelisberg Wyher
Der Seelisberg Wyher, auf der Landeskarte der Schweiz kurz als Wijer bezeichnet, ist ein Nebensee des Seelisbergsees in der Gemeinde Seelisberg im Kanton Uri in der Schweiz.
Der Wyher befindet sich knapp 100 Meter nordöstlich des viel bekannteren Seelisbergsees. Er wird von einem Bach mit Wasser aus dem grossen Hauptsee gespiesen. Zwischen den beiden Seen liegen ein Campingplatz und ein Strandbad.